# Laelia monoscola
Laelia monoscola är en fjärilsart som beskrevs av Collenette 1934. Laelia monoscola ingår i släktet Laelia och familjen tofsspinnare. Inga underarter finns listade i Catalogue of Life.